# Culmitz (Naila)
Culmitz ist ein Gemeindeteil der Stadt Naila im oberfränkischen Landkreis Hof in Bayern. Die Gemarkung Culmitz hat eine Fläche von 5,582 km². Sie ist in 949 Flurstücke aufgeteilt, die eine durchschnittliche Flurstücksfläche von 5882,18 m² haben. In ihr liegen neben dem namensgebenden Ort die Gemeindeteile Bärenhäuser, Culmitzhammer, Döbrastöcken, Hintere Erbsbühl, Pechreuth (zum Teil) und Schottenhammer.

## Geografie
Das Dorf liegt an der Culmitz, einem linken Zufluss der Selbitz, und an einem namenlosen rechten Zufluss der Culmitz. Am östlichen Ortsrand gibt es eine Faltung, die als Geotop ausgezeichnet ist. Culmitz wird im Norden von der Bundesstraße 173 tangiert, die nach Straßdorf (3,1 km südwestlich) bzw. nach Naila verläuft (3,5 km nordöstlich). Eine Gemeindeverbindungsstraße führt nach Poppengrün (1,1 km südlich).

## Geschichte
Culmitz wurde 1464 erstmals urkundlich erwähnt. Der Orts- und Flussname leitet sich von Kulm ab, womit ein Berggipfel bezeichnet wird. Zu diesem Zeitpunkt war der Ort ein Freieigen des Wilhelm von Wildenstein.
Zur Realgemeinde Culmitz gehörte Culmitzhammer, Döbrastöcken und Pechreuth (zum Teil). Gegen Ende des 18. Jahrhunderts bestand Culmitz aus 20 Anwesen (4 Höfe, 7 Halbhöfe, 7 Gütlein, 2 Mühlen). Die Hochgerichtsbarkeit hatte das bayreuthische Vogteiamt Naila. Die Dorf- und Gemeindeherrschaft sowie die Grundherrschaft über sämtliche Anwesen hatte das Rittergut Culmitz-Döbrastöcken.
Von 1797 bis 1810 unterstand Culmitz dem Justiz- und Kammeramt Naila. Infolge des Ersten Gemeindeedikts wurde 1812 der Steuerdistrikt Culmitz gebildet. Zu diesem gehörten Bärenhaus, Bärenhäuser, Culmitzhammer, Döbrastöcken, Froschbach, Garles, Hintere Erbsbühl, Lippertsgrün, Marlesreuth, Molkenbrunn, Nestelreuth, Pechreuth und Weidstaudenmühle. Zugleich entstand die Ruralgemeinde Culmitz mit den Orten Bärenhäuser, Culmitzhammer, Döbrastöcken, Hintere Erbsbühl, Pechreuth und Schottenhammer. Sie war in Verwaltung und Gerichtsbarkeit dem Landgericht Naila zugeordnet und in der Finanzverwaltung dem Rentamt Lichtenberg (1919 in Finanzamt Lichtenberg umbenannt, seit 1955 Finanzamt Naila). Ab 1862 gehörte Culmitz zum Bezirksamt Naila (1939 in Landkreis Naila umbenannt). Die Gerichtsbarkeit blieb beim Landgericht Naila (1879 in Amtsgericht Naila umgewandelt). 1964 hatte die Gemeinde eine Gebietsfläche von 5,627 km². Im Zuge der Gebietsreform in Bayern wurde die Gemeinde am 1. Juli 1971 nach Naila eingemeindet.

### Einwohnerentwicklung
Gemeinde Culmitz
| Jahr      | 1819  | 1840   | 1852   | 1855   | 1861   | 1867   | 1871   | 1875   | 1880   | 1885   | 1890   | 1895   | 1900   | 1905   | 1910   | 1919   | 1925   | 1933   | 1939   | 1946   | 1950   | 1952   | 1961  | 1970   |
| Einwohner | 281   | 342    | 377    | 386    | 393    | 397    | 408    | 461    | 460    | 460    | 418    | 410    | 378    | 391    | 394    | 430    | 441    | 402    | 398    | 558    | 555    | 546    | 438   | 365    |
| Häuser    |       |        |        |        |        |        | 60     |        |        | 67     | 66     |        | 68     |        |        |        | 76     |        |        |        | 79     |        | 86    |        |
| Quelle    | [ 8 ] | [ 13 ] | [ 13 ] | [ 13 ] | [ 14 ] | [ 15 ] | [ 16 ] | [ 17 ] | [ 18 ] | [ 19 ] | [ 20 ] | [ 13 ] | [ 21 ] | [ 13 ] | [ 22 ] | [ 13 ] | [ 23 ] | [ 13 ] | [ 13 ] | [ 13 ] | [ 24 ] | [ 13 ] | [ 9 ] | [ 25 ] |

Ort Culmitz
| Jahr      | 001799 | 001819 | 001861 | 001871 | 001885 | 001900 | 001925 | 001950 | 001961 | 001970 | 001987 |
| Einwohner | 130    | *207   | 178    | 261    | 241    | 207    | 277    | 359    | 296    | 269    | 217    |
| Häuser    | 24     |        |        |        | 35     | 36     | 44     | 48     | 54     |        | 70     |
| Quelle    | [ 26 ] | [ 8 ]  | [ 14 ] | [ 16 ] | [ 19 ] | [ 21 ] | [ 23 ] | [ 24 ] | [ 9 ]  | [ 25 ] | [ 1 ]  |

## Religion
Culmitz ist seit der Reformation evangelisch-lutherisch geprägt und ist bis heute nach Naila gepfarrt.